# Школски мат
Школски мат (негде се још назива и шустер-мат, пацерски мат и чобански мат) је типичан пример шаховске замке. У њему бели веома рано развија своју даму која напада црног пешака, најпре изнуђујући потез црног којим он брани свог пешака. Потом бели развија свог белопољног ловца истовремено постављајући једноставну замку. Редослед потеза белог обично је овакав: 1. е4 2. Дх5 3. Лц4 4. Д:ф7#. На пример:
1. е4 е5 2. Дх5!? Сц6 црни брани пешака на е5, било својим скакачем - потезом Сц6, било потезом пешака д6 - ти потези уопште нису лоши, јер су, осим што су одбрамбени (отклањају непосредну претњу) још и развојни. 3. Лц4 бели сада развија свог белопољног ловца, истовремено постављајући замку, пошто сада бела дама прети мат на пољу ф7. Ако се сада црни полакоми, и потезом 3. ... Сф6 покуша да нападне белу даму, следи неугодно изненађење у виду мата 4. Д:ф7#.
Уместо 3. ... Сф6, црни је требало да вуче 3. ... г6 чиме постиже три циља истовремено: брани мат, напада белу даму и отвара поље г7 за свог ловца (овакав начин развоја ловца назива се фијанкето).
Иначе, ово шаховско отварање (1. е4 е5 2. Дх5!?) познато под називима Пархамов напад или Вејвордов дамин напад, изузено је ретко у мајсторској пракси. Обично се примењује у блиц-партијама (жарг. цуг, цугер) када искуснији шахиста који има беле фигуре, покушава да оствари брзи добитак против неискусног противника који има црне фигуре. Због тога се ово отварање жаргонски назива и пацерско отварање (види пацер).